# Setodes pandara
Setodes pandara är en nattsländeart som beskrevs av Schmid 1987. Setodes pandara ingår i släktet Setodes och familjen långhornssländor. Inga underarter finns listade i Catalogue of Life.